# 世界廁所組織

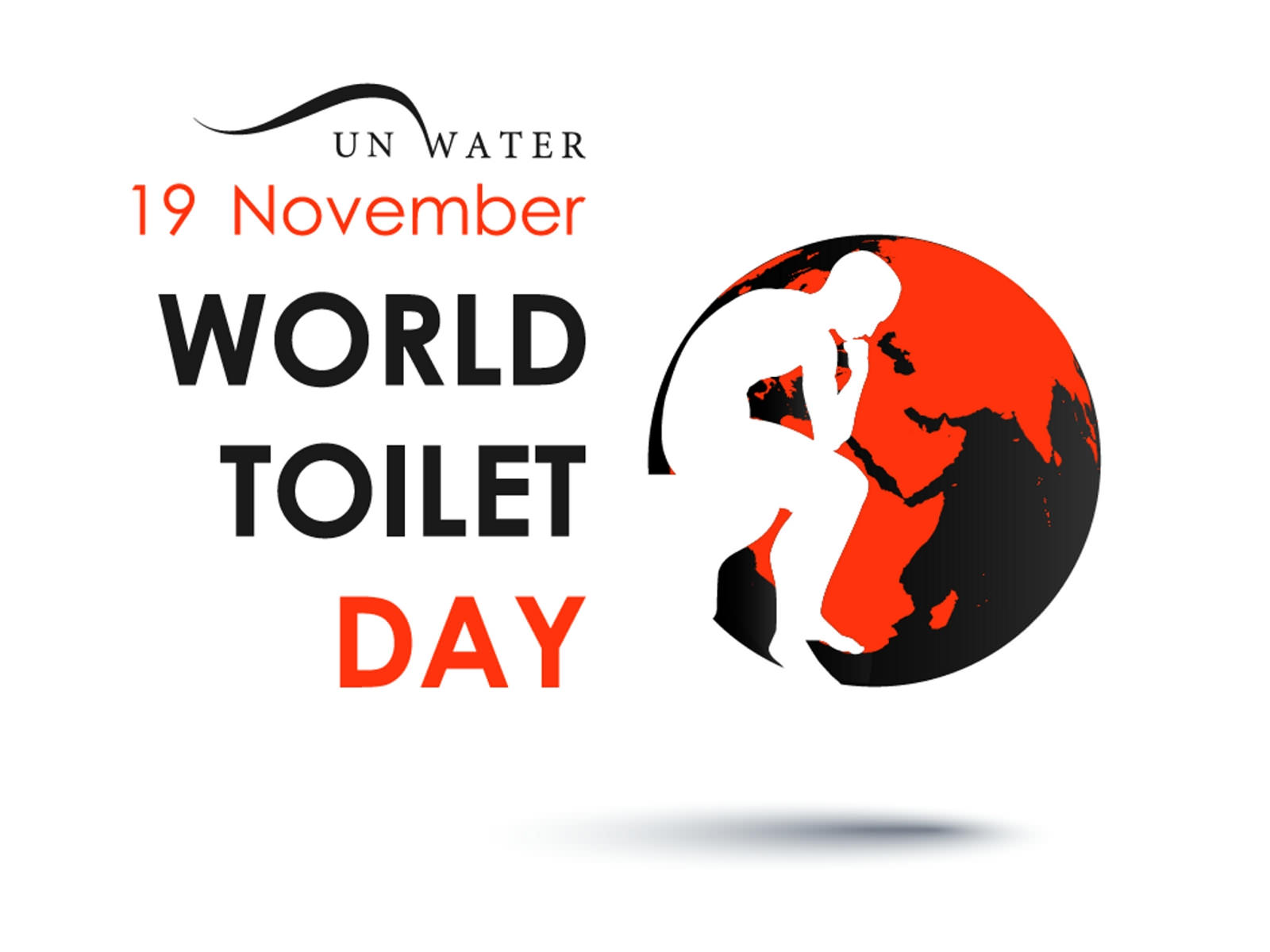
世界廁所日

世界廁所組織（英語：World Toilet Organization，WTO）是一個關心廁所和公共衛生問題的非營利組織，2001年成立，總部位於新加坡，每年會在不同的地方舉行世界會（World Toilet Summit）。目前世界廁所組織有來自177個國家和地区的477個國際會員，新加坡廁所協會、日本廁所協會、芬蘭廁所協會、台灣衛浴文化協會、美國公廁小便恐懼症候群協會、北京市旅遊局都是會員。
世界廁所組織定每年11月19日為世界廁所日。

## 世界廁所峰會暨博覽會
世界廁所組織從2001年開始舉辦世界廁所峰會暨博覽會，探討為人類提供安全衛生廁所。峰會歷年來在以下的地方進行：
- 2001年：新加坡
- 2002年：南韓首爾
- 2003年：中華民國臺北
- 2004年：中國北京
- 2005年：愛爾蘭貝爾法斯特
- 2006年：俄羅斯莫斯科
- 2007年：印度新德里
- 2008年11月4-6日：中國澳門
- 2009年11月16-18日：泰國曼谷
- 2010年10月30-11月3日：美国费城
- 2011年11月22-24日：中国海南
- 2012年：南非德爾班
- 2013年：印尼梭羅
- 2015年：印度新德里
- 2016年：馬來西亞古晉

## 外部連結
- 世界廁所組織官方網站 （页面存档备份，存于）